# Slapping
Slapping (v překladu znamená plácání) může znamenat baskytarovou či kontrabasovou techniku.

## Výskyt
Slapping se může vyskytovat v popu, discu, funku, hip-hopu, R&B či ve všech druzích populární hudby. Slapping je základní "funky" prvek každé hudby.
Celkově technika připomíná energičtější verzi pizzicata u kontrabasu, kde je struna připlácnuta k instrumentu a tím vzniká "slapping" pleskavý basový zvuk.
Mezi americké inovátory a prapůvodní hráče této techniky patří (kontrabasisti) Steve Brown, Bill Johnson, Pops Foster, Wellman Braud a Chester Zardis. Kontrabasový slapping se příznivě podílel na tvorbě rockabilly a rock and rollu.
Mezi baskytarové inovátory slappingu patří Larry Graham (Sly & the Family Stone).

## Příklady se "slapujícím" basem
- Primus – My Name Is Mud, Tommy the Cat, Shake Hands with Beef
- Madonna – Papa Don't Preach
- Graham Central Station – Hair
- Michael Jackson – Get on the Floor
- Stanley Clarke – Silly Putty
- Sugarhill Gang – Funk Box
- Level 42 – Love Games, Lessons in Love
- David Sanborn – Run for Cover
- Fishbone – Bonin' in the Boneyard
- Red Hot Chili Peppers – True Men Don't Kill Coyotes, Higher Ground, Get Up and Jump, Coffee Shop, Can't Stop, Tell me Baby
- Korn – Got the Life
- Rage Against the Machine – Take the Power Back
- ZZ Top - Thug